# Jim Bilba
Jim Ruddy Anicet Bilba (* 17. April 1968 in Pointe-à-Pitre), genannt Trampolin, ist ein ehemaliger französischer Basketballspieler und Kapitän der französischen Nationalmannschaft. Er gewann mit der Nationalmannschaft bei den Olympischen Sommerspielen 2000 die Silbermedaille. Zuletzt arbeitete er als Assistenztrainer bei Limoges CSP.

## Karriere als Spieler
Bilba wechselte 1986 von seiner Heimatinsel Guadeloupe zu Cholet Basket. Mit Cholet tätigte er seine ersten Schritte auf der europäischen Bühne. Seine ersten internationalen Erfahrungen machte Bilba 1988/89 im Europapokal der Pokalsieger. Bilba galt als sehr athletisch, gleichzeitig für die Position vier aber als zu klein und schmächtig, schaute sich jedoch zu Beginn seiner Karriere in Cholet viel bei seinem Mannschaftskollegen, dem US-Amerikaner Graylin Warner, ab, der ebenfalls schmächtig war, aber dennoch mit großem Erfolg in der französischen Liga spielte.
1992 wechselte Bilba nach Limoges. Trainer Božidar Maljković verpflichtet ihn unter anderem wegen seiner Stärken in der Verteidigung. Er gewann mit Limoges 1993 überraschend den Europapokal der Landesmeister und kurz darauf den französischen Meistertitel. Im Halbfinale des Europapokals der Landesmeister besiegte er mit Limoges Real Madrid mit Arvydas Sabonis. Er ging mit seiner Mannschaft als Außenseiter ins Endspiel gegen Benetton Treviso mit Toni Kukoč. Limoges gewann den Titel: Bilba stand im Endspiel 39 Minuten auf dem Feld und war damit Limoges’ Spieler mit der meisten Einsatzzeit, er erzielte 15 Punkte gegen Treviso. Im Folgejahr gewann Bilba mit Limoges wiederum die französische Meisterschaft, 1995 erreichte er mit Limoges das Halbfinale des Landesmeister-Pokals, dort scheiterte man an Real Madrid.
Zu Beginn der Saison 1996/97 wechselte er zu ASVEL Lyon-Villeurbanne. In seiner ersten Saison erreichte er mit ASVEL wieder das Halbfinale des Europapokals der Landesmeister. Das gelang, indem sich Bilba mit ASVEL im Viertelfinale gegen Efes Pilsen Istanbul durchsetzte. Nach dem entscheidenden Sieg in Istanbul kam es in der Halle zu Tumulten, beim fluchtartigen Lauf in die Umkleide zog er sich an einer Glastür eine schwere Handverletzung zu, aufgrund derer er nicht nur das Halbfinale gegen den FC Barcelona verpasste, welches verloren wurde, sondern sieben Monate ausfiel. Während seiner Jahre in Villeurbanne kam er mit seiner Mannschaft viermal in das Finale der französischen Meisterschaft, gewann jedoch nie den Titel. In diese Zeit fielen auch die Erfolge in der Nationalmannschaft, in der Bilba 1996 zum Kapitän ernannt wurde und mit der er 2000 bei den Olympischen Spielen in Sydney die Silbermedaille gewann. Bilba war während seiner stärksten Jahre in der Verteidigung ein Spieler von europäischem Spitzenformat und trug wegen seiner Sprungkraft den Spitznamen Trampolin.
Nach dem siegreichen französischen Pokalfinale 2001 wechselte Bilba nach Griechenland zum AEK Athen. Auch hier gewann er in seinem ersten Jahr die griechische Meisterschaft, verließ jedoch den Klub wegen wirtschaftlicher Probleme.
Nach einem Einmonatsvertrag mit dem spanischen Verein Tau Vitoria kehrte er nach Cholet Basket zurück. Er beendete seine Karriere im Jahr 2007.

## Karriere als Trainer
Von 2008 bis 2014 war Bilba bei Assistenztrainer bei Cholet Basket. Zur Saison 2014/15 wechselte er zum Ligakonkurrenten Limoges CSP, ebenfalls als Assistenztrainer. Er blieb in Limoges bis 2017 im Amt und zog sich dann aus dem Trainerberuf zurück. 2018 wurde er in der Verwaltung der Stadt Cholet für Sportbelange tätig.

## Erfolge und Auszeichnungen

### Verein (als Spieler)
- Griechischer Meister: 2002
- Französischer Meister(2×): 1993, 1994
- Französischer Pokalsieger(4×): 1994–1996, 2001
- Sieger des Europapokals der Landesmeister: 1993

### Verein (als Trainer)
- Französischer Meister: 2010

### Nationalmannschaft
- . Platz bei den Olympischen Spielen 2000 in Sydney.

### Persönliche Auszeichnungen
- MVP der französischen Meisterschaft: 1998, 2001
- bester Verteidiger in Frankreich: 1997